# Lithocarpus edulis
Lithocarpus edulis es una especie de roble nativo de Japón perteneciente a la familia de las fagáceas. 

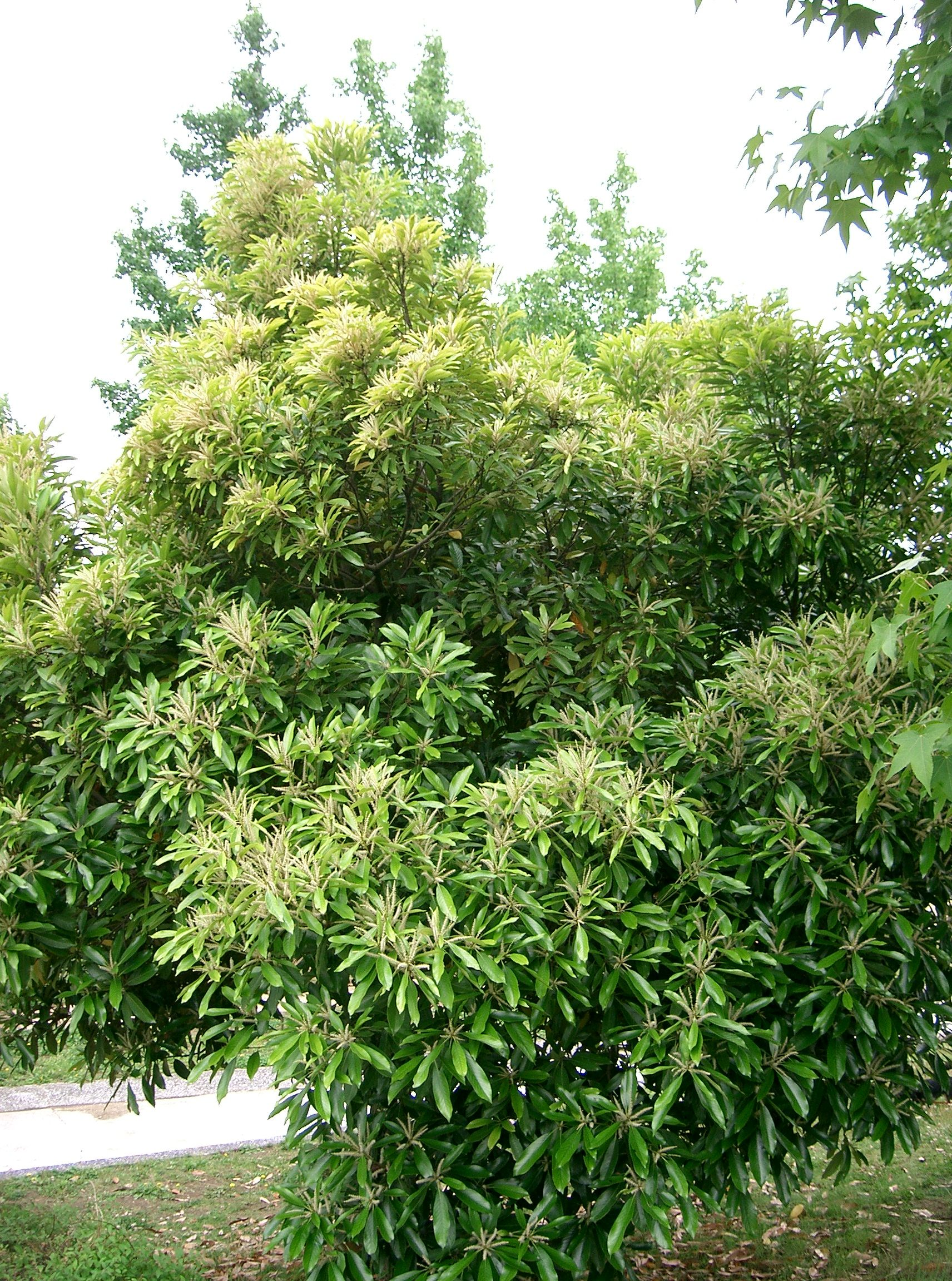
Vista de la planta

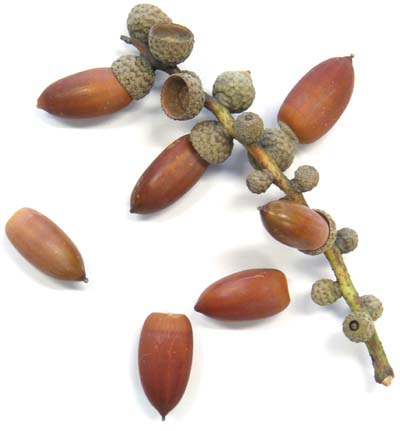
Frutos

## Descripción
Es un árbol perennifolio que alcanza un tamaño de 15 m de altura. Las núculas son comestibles pero tienen un amargo sabor. Contienen taninos que pueden eliminarse poniéndolas en agua. Es cultivado para su utilización como planta ornamental. 

## Taxonomía
Lithocarpus edulis fue descrita por (Makino) Nakai y publicado en Index Seminum (Tiflis) 1916: 8 1916.
Etimología
Lithocarpus: nombre genérico que deriva del griego de lithos = "piedra" y carpo = "semilla".
edulis: epíteto latino que significa "comestible".
Sinonimia
- Lithocarpus sublepidotus (Blume) Koidz.
- Pasania edulis (Makino) Makino
- Quercus edulis Makino
- Quercus glabra Siebold & Zucc.
- Quercus glabra var. micrococca Blume
- Quercus glabra var. sublepidota Blume
- Synaedrys edulis (Makino) Koidz.[3][4]